# 满洲千福酿造
满洲千福酿造株式会社是一家位于满洲国奉天市（今中华人民共和国辽宁省沈阳市），依照满洲国法律建立的，以酿酒和贩卖为主业的公司。它的母公司是日本企业合名会社三宅清兵卫商店（今株式会社三宅本店）。:485,486
满洲千福是第一家日本企業开设于满洲国的从事酿酒的子公司，也是1940年到1945年间满洲国产量最大的酿酒公司。

## 背景

### 三宅清兵卫商店
1856年（安政3年），三宅清兵卫在今日的廣島縣吴市地区创立“河内屋”，从事味醂、燒酎、白酒的制造。1902年（明治22年），由于预见到吴海军工厂成立后清酒需求的增加，开始了清酒的制造事业。
1916年（大正5年），河内屋注册了“千福”商标。河内屋在成为大日本帝国海军的供应商后，通过了海军的质量测试：海军将其产品装载于练习舰中，经过200天以上数次跨越赤道的航海后，确认清酒品质依然不变。由此千福的产品在海军各镇守府销路大开。
1925年（大正14年），合名会社三宅清兵卫商店成立。1928年（昭和3年），三宅清兵卫商店的产品开始统一使用“千福”品牌。千福酒通过大连向满洲输入，1932年的输入量为570.82石，占大连港输入日本酒总量的3%。

### 满洲的酿酒业

#### 传统酒类
在满洲国建立之前，满洲地区出产的酒类有高粱酒、药酒、奶酒、果酒等。
高粱酒俗称“白干儿”，是满洲地区传统上广受欢迎的酒类。由于满洲天气酷寒，对蒸馏酒的需求较大，而满洲盛产高粱，故而高粱酒流行。在满洲国建立之前，向中国、台湾有较多的输出，满洲国建国后出口量减少。据日本资料记载，满洲国时期高粱酒以辽阳产为最优:337,338。满铁中央试验所对高粱酒进行研究，实现了工业化方式生产，对满洲国和华北的酿酒者造成了冲击:70。
药酒是以高粱酒或黄酒浸泡中药材并加入冰糖等制成的传统酒。在满洲国时期代表性的药酒有虎骨酒和史国公酒等:438。奶酒是传统的蒙古饮料，以牛乳、马乳为原料，有未经蒸馏的和蒸馏酒两类:439。在吉林、奉天省有山葡萄等野生果类，传统上民间有采集酿制果实酒的习惯:539。

#### 其他
伏特加是俄式蒸馏酒，当时一般酒精度在40到50度左右。满洲国时期伏特加主要在北满生产，从事酿造的有俄罗斯人、满洲国人、希腊人。日资公司大同酒精会社也制造伏特加。:538
格瓦斯是含有酒精的俄式饮料。当时在满洲里、哈尔滨等地有少量制造。:538
日俄战争前夕的1903年，随着东清铁路的建设，俄罗斯人将饮用啤酒的习惯传播到给了一些当地人。此后30年间啤酒的需求缓慢增加，日本的札幌啤酒经由符拉迪沃斯托克销往满洲。满洲国建立后，随着日本居民的增加，啤酒的需求增加，在满洲国也出现了不少啤酒工厂。:541
满洲国建立前，本地没有中国传统的黄酒包括绍兴酒的酿造事业。1932年，满洲造酒株式会社在抚顺成立，开始酿造绍兴酒。至1939年，在奉天年产量200万斤，抚顺年产100万斤:436。而针对一般意义上的黄酒，日本人曾进行尝试酿造但未有明确成果:435。

### 满洲的清酒
在满洲，清酒酿造发展较早的是大连、旅顺地区，即关东州。满铁附属地发展较关东州稍晚。而在北满的满蒙开拓移民也有一些人从事清酒酿造。
满洲的清酒诞生于1910年，铃鹿辩三郎在大连试酿:68清酒。然而当时在满洲生产的大部分日本酒基本仍是浊酒。从浊酒到清酒的转向始于1916年，最早是抚顺的大江惟贤开始过滤浊酒制造清酒，此后一年间，满洲的日本酒生产基本都转向了清酒。然而这一时期酿造失败率较高，多有腐败，满洲的清酒酿造仍然处于摸索期。:五四
到1920年，酿造者数量明显增加，但清酒品质仍然一般，乏善可陈。1922年，关东州开始征收酿酒税，1925年，关东厅改订酿酒税法规，并组织了“酒造组合”（酿酒协会），并拨给资金，以图改善质量。到1928年，关东州酿造的清酒质量已经有长足的进步，接近日本内地水平。与关东州相比，满铁沿线各附属地的清酒酿造则较落后。:五四
根据1932年的数据，全满洲地区年产清酒15,100石，而关东州地区的大连、旅顺占9,000石，约为其中6成。仅次于大连旅顺的奉天、抚顺年产仅为3,000石:五五。同一时期，满洲地区清酒的消费量为一年约35,000石到36,000石:599。
满蒙开拓团的日本人在北满也有酿造酒类，满洲国政府在1936年起颁发了一些酿酒许可。根据1940年的数据，在磐石、密山、绥稜、佳木斯等有日本人酿造清酒、葡萄酒和高粱酒。:995

## 设立
1933年（大同2年）12月29日，三宅清兵卫商店出资100万圆，在奉天市满铁附属地建立了满洲千福酿造株式会社:485。会社占地7146坪，厂房为砖砌结构。
满洲千福是日系酒商在满洲国建立的酿酒子公司中最早的:599。会社位于若松町72号（今和平区南十马路1号附近）。会长由三宅清兵卫的弟弟三宅清一郎担任。:485
营业内容为酒类及饮料制品的制造和贩卖以及相关附属业务。决算期为每年9月。:485,486

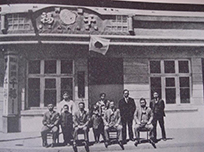
满洲千福大楼门前
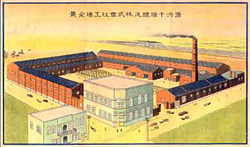
满洲千福厂区

## 经营

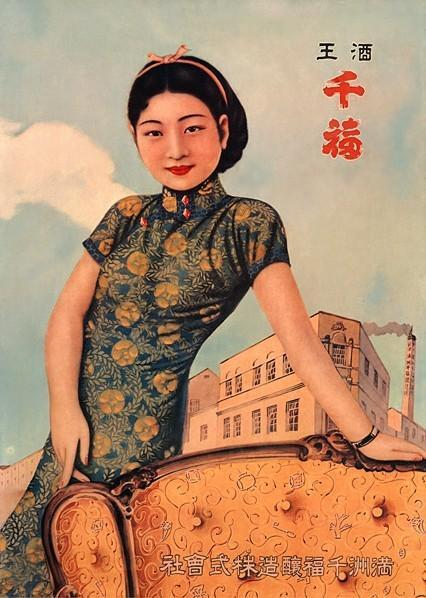
满洲千福的广告海报。美人身后远处为满洲千福公司建筑。

截至1939年，满洲千福选用朝鲜、日本本土的大米作为原料，以厂内10台精米机进行脱壳、碾白。尽管当时安东产米，质量仍有所不及，故而未选用。水源采用奉天满铁附属地的地下水，以水泵自百尺深的井下汲取。水的硬度符合当时日本酒4.5度到6度的标准。与当时其他日系酿酒公司一样，聘用的员工为日本人和朝鲜人，而满洲国人被认为不适合这类工作。1937年时工场主为河合宗雄，有男工41人，女工7人。:31
满洲千福1936年产量为约5,000石，1938年左右年产10,000石，1940年产量达到17,550石，1943、1944年产量为16,000石:348。1940年，在满洲的酿酒公司超过60家，而1940-1945年间，满洲千福都是满洲国清酒产量第一的公司。依据1936年的记述，热河省承德米价3斗12圆时（同时期奉天、新京米价9圆），奉天产的金鹤价2.4圆，千代乃春、千福1.8圆，大连产志摩锦、晃阳价格在1.7-1.8圆间:65。
满洲千福在1939年前后曾考虑扩建在奉天的工厂，然而由于工厂位于满铁附属地而非工业区铁西区，周围是住宅故而难以扩张。
1945年，满洲国灭亡，满洲千福厂区也被苏军占领。
此外，尽管满洲千福已经设立，日本三宅清兵卫商店（1939年改为三宅本店）的千福酒仍然持续出口到满洲国。

## 此后的三宅清兵卫商店（三宅本店）
1939年，个人所有的三宅清兵卫商店通过法人化，改为株式会社三宅本店。同年，三宅在青岛设立了东亚千福酿造株式会社。
1945年7月，三宅本店所在的吴市遭受美军空袭，所属工厂燃烧殆尽。此后随着日本战败，三宅本店失去了其所有海外资产。其后通过第三代三宅清兵卫的努力。战后10年，三宅本店基本恢复到当年的生产能力，产量在灘五鄉以西的地区称雄。

### 书籍
- 呉市史編纂室 (编).  5. 呉市役所. 1956.3-. NCID BN01298118 （日语）. 最高時の一八年、一九年には満州千福が一万六〇〇〇石
- 満洲鑛工技術員協會 (编).  康徳九年版. 亞細亞書房. 1942  [2018-04-06]. NCID BN05481841. （原始内容存档于2019-08-24） （日语）.
- 夏目漱石. . . 1909 （日语）.
- 関東局司政部殖産課等 (编).  . 南満洲鉄道. 1937. doi:10.11501/1873767 （日语）.

### 期刊
- 大津正記. 日本醸造協会 , 编. . 日本醸造協会雑誌 (日本醸造協会). 1984-04, 79(4)  [2018-04-06]. NCID AN00192226. （原始内容存档于2018-11-01） （日语）.
- 保坂泰藏. 日本醸造協会 , 编. . 日本釀造協會雜誌 (日本醸造協会). 1932, 27(12): 54–58  [2018-06-11]. *NCID AN00192226. （原始内容存档于2019-04-29） （日语）.
- 喜多常夫. 日本醸造協会 , 编.  (PDF). 日本醸造協会誌 (日本醸造協会). 2009-08, 104(8)  [2018-06-11]. NCID AN10034389. （原始内容存档 (PDF)于2016-09-10） （日语）.
- 長島長治. 日本醸造協会 , 编. . 日本醸造協会雑誌 (日本醸造協会). 1940-10, 35(10): 995–1001  [2018-06-11]. NCID AN00192226. （原始内容存档于2019-05-03） （日语）.
- 六所文三. 日本醸造協会 , 编. . 日本醸造協会雑誌 (日本醸造協会). 1939-04, 34(4): 337–341  [2018-06-11]. NCID AN00192226. （原始内容存档于2018-06-12） （日语）.
- 六所文三. 日本醸造協会 , 编. . 日本醸造協会雑誌 (日本醸造協会). 1939-05, 34(5): 434–441  [2018-06-11]. NCID AN00192226. （原始内容存档于2018-06-12） （日语）.
- 六所文三. 日本醸造協会 , 编. . 日本醸造協会雑誌 (日本醸造協会). 1939-06, 34(6): 538–541  [2018-06-11]. NCID AN00192226. （原始内容存档于2018-06-12） （日语）.
- 坂本隆之助. 日本醸造協会 , 编. . 日本醸造協会雑誌 (日本醸造協会). 1936-01, 31(1): 64–66  [2018-06-11]. NCID AN00192226. （原始内容存档于2018-06-12） （日语）.
- 平井廣一.  (PDF). 北星論集 (北星学園大学文学部). 2008-09, 48(1). NCID AN10040993 （日语）.[永久]
- 马相金. . 唐山师范学院学报. 2011-05, 33(3). ISSN 1009-9115.

### 新闻
- . 満州日日新聞. 1934-09  [2018-06-11]. （原始内容存档于2019-08-25） （日语）.
- . 満州日日新聞. 1936-03-10  [2018-06-11]. （原始内容存档于2019-08-25） （日语）.
- . 満州日日新聞. 1939: 第38图  [2018-06-11]. （原始内容存档于2019-08-19） （日语）.

### 网页
- . 地酒蔵元会. （原始内容存档于2017-02-02） （日语）.
- . 地酒蔵元会. （原始内容存档于2017-02-02） （日语）.
- . 株式会社三宅本店.   [2017-01-21]. （原始内容存档于2017-04-25） （日语）.
- . 広島の日本酒. （原始内容存档于2018-04-04） （日语）.
- . 渋沢社史データベース.   [2019-03-12]. （原始内容存档于2019-08-27） （日语）.